# Cap de Vol
Cap de Vol – miejscowość w Hiszpanii, w Katalonii, w prowincji Girona, w comarce Alt Empordà, w gminie El Port de la Selva.
Według danych INE z 2005 roku miejscowość zamieszkiwało 5 osób.